# 捷蜥蜴
捷蜥蜴是一种蜥蜴，分布于几乎整个欧洲，往东至蒙古。在伊比利亚半岛和欧洲土耳其则没有分布。
捷蜥蜴有浅色的腹部和背部条纹，雄性的颜色在交配季节变深，部分或整个变成明亮的绿色。其长度可达25厘米。
它有几个亚种。最西部的亚种为Lacerta agilis agilis。这个亚种和其他西部主要亚种Lacerta agilis argus的背部条纹细且断裂，甚至没有。其后续亚种为全红或褐色的背部，没有条纹。这两个亚种的雄性在交配季节只有两侧变成绿色，东部亚种如Lacerta agilis exigua可以为全绿色，甚至不在繁殖季节也为绿色。
雌性捷蜥蜴在疏松的沙地产卵，由温暖的地面孵育。

## 保护
本种于2023年被收录入《有重要生态、科学、社会价值的陆生野生动物名录》。

## 外部連結
- List of European Protected Species.